# Casa Dati
Casa Dati  è un edificio storico del centro di Firenze, situata in piazza Santo Spirito 11, angolo via delle Caldaie con numeri dal 2 all'8 rosso. Il palazzo appare nell'elenco redatto nel 1901 dalla Direzione Generale delle Antichità e Belle Arti, quale edificio monumentale da considerare patrimonio artistico nazionale, ed è tutelato da vincolo architettonico dal 1913.

## Storia
Di minore importanza, ma di linee architettoniche assai corrette è il palazzetto che Piero, Jacopo e Tommaso di Niccolò Dati edificarono attorno al 1480 sulle case acquistate nel 1471 da Giuliano di Pazzino Cicciaporci. Più in particolare gli acquisti furono così distribuiti nel tempo: "con rogito del 26 novembre 1471 i Dati comprarono sul lato meridionale della piazza, "una casa o casuccia con terreno, palco, tetto e porta" per 140 fiorini d'oro, un'altra "casa con terreno, corte, pozzo, palchi, sale, camere ed altri abituri e porta" e altre tre contigue per altri 960 fiorini d'oro, delle quali quelle sulla cantonata di via delle Caldaie furono abbattute per edificarvi circa dieci anni dopo un palazzetto che questa famiglia abitò e sul cui angolo essa mise il proprio stemma con tre teste rosse in banda, per cui era chiamata anche Capirossi, dando così il nome al canto dei Dati. 
In questo palazzetto fu ospitato il nunzio del papa, Giovanni Campeggi vescovo di Bologna, in visita a Firenze nel settembre del 1560. Estintasi la famiglia Dati nel 1767, il palazzo fu poi dei fratelli Rossini di Legnaia e quindi dei Landini che lo possedevano agli inizi del Novecento. Mazzino Fossi (1968), all'indicazione di Walther Limburger (1910) che lo dice del Quattrocento, annota: "l'edificio è certamente di più antica origine come è testimoniato da elementi di filaretto che appaiono sotto le scalcinature del piano terreno". Sarebbero quindi presenti sotto i rinnovati intonaci che attualmente coprono uniformemente i prospetti delle strutture medievali, forse simili a quelle portate in luce sulla facciata del vicino palazzo al n. 13. 
D'altra parte, in una nota immagine di questo lato della piazza dovuta ad André Durand (circa 1863), la casa si mostra con la parte basamentale parata a grandi conci di pietra e le finestre allineate su ricorsi marcadavanzale, a indicare più di un intervento di riconfigurazione del prospetto. 
Il fronte dell'edificio fu restaurato nel 1963 con un intervento diretto dall'architetto Guido Morozzi, che vide essenzialmente il rifacimento degli intonaci (intervento premiato dalla Fondazione Giulio Marchi nel 1967). 

## Descrizione

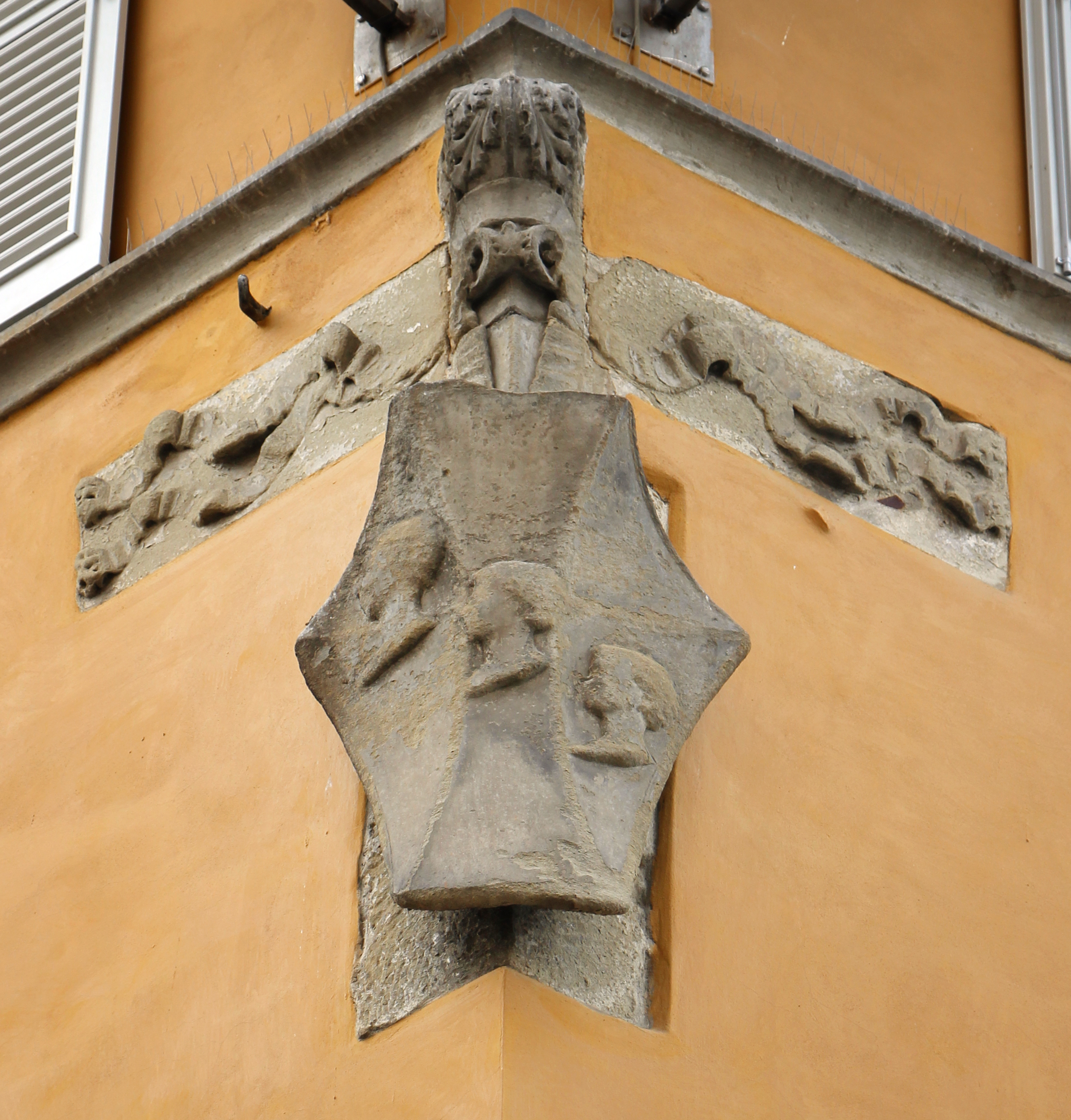
Lo stemma

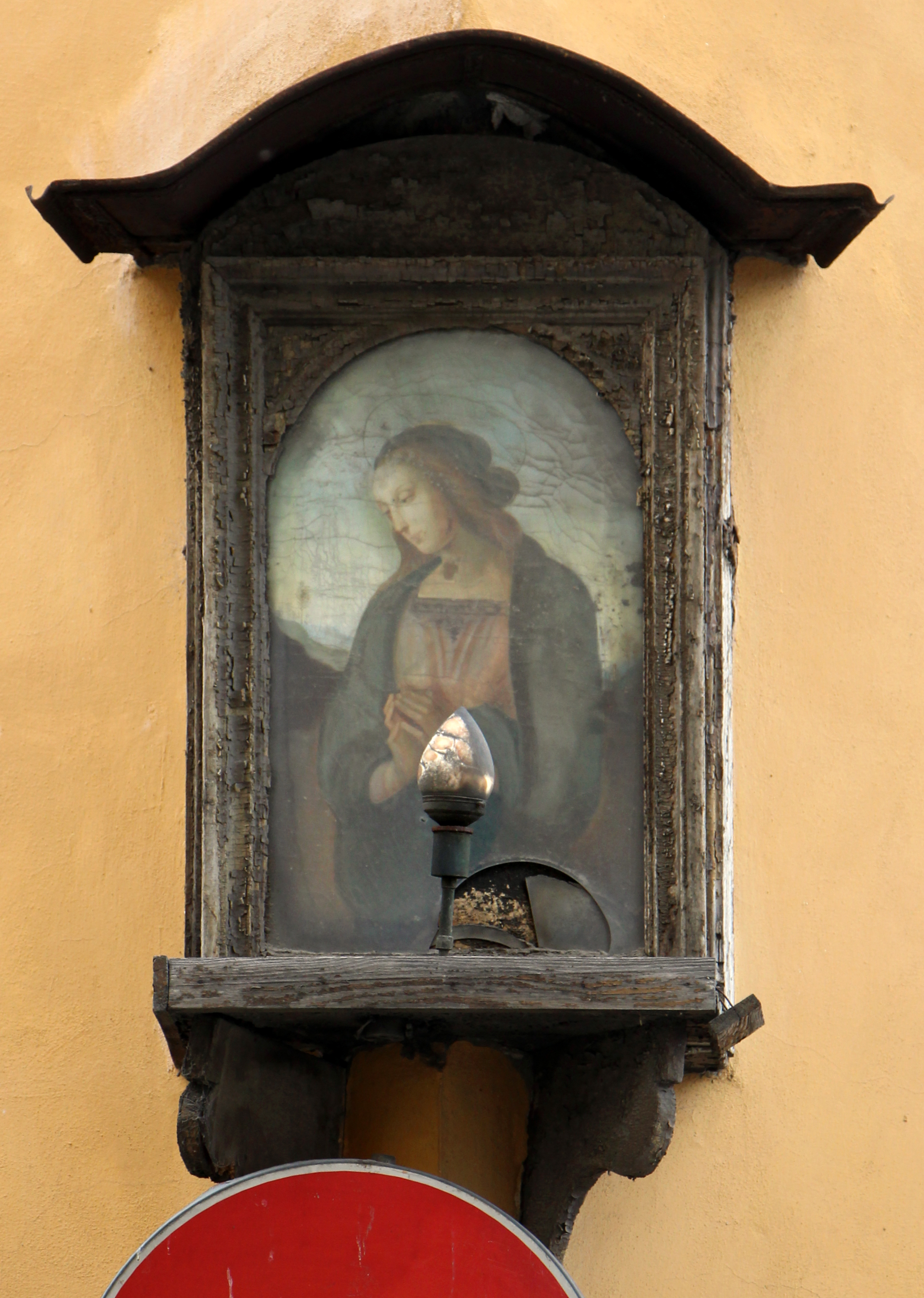
Il tabernacolo

Il fronte principale, su tre piani per cinque assi, presenta al piano terreno un bel portale a bozze e una finestra a mensola. Il piano terreno è molto slanciato e delimitato verso l'alto da un'ampia cornice, al di sopra della quale si aprono cinque finestre (di cui due finte, a tutto sesto, sempre incorniciate da ghiere di pietra lavorata). L'ultimo piano è da considerarsi come soprelevazione posteriore. 
Su via delle Caldaie la facciata ha una identica estensione rispetto all'altra, strutturata su tre piani per quattro assi. Per alcune cadute di intonaco in prossimità delle aperture al terreno, verso il 2011 è stato leggibile uno stipite in pietre lavorate, a ricordare dell'antichità dell'edificio, ora profilato dall'intonaco e lasciato a vista. 
Sulla cantonata è un piccolo tabernacolo con l'immagine della Madonna, copia (particolare) dalla così detta Madonna del Sacco di Pietro Perugino conservata in palazzo Pitti (precedentemente era qui un bassorilievo in stucco quattrocentesco di soggetto analogo, disperso e sostituito con l'immagine attuale nel 1909), il tutto in pessime condizioni di conservazione. 
Al di sopra del tabernacolo, sempre a segnare il canto, è già citato scudo con l'arme dei Dati (qui senza smalti, ma d'argento, a tre teste umane di rosso, poste in profilo e ordinate in banda). 
Nei locali al terreno dal lato della piazza ha sede l'antica farmacia Santo Spirito, fondata nel 1908 in concomitanza con l'acquisto dell'immobile da parte della famiglia Bacci: inserita tra gli esercizi storici fiorentini mantiene parte dell'arredo originario, con vetrine in legno laccato bianco e oro, recentemente restaurato dagli attuali gestori.